# Juror No. 2
Juror #2 ist ein US-amerikanisches Gerichtsdrama, das am 1. November 2024 in die US-amerikanischen Kinos kam. Es handelt sich um den 41. Spielfilm des Regisseurs Clint Eastwood, der mit dem Werk seine fast 70-jährige Filmkarriere abschloss. In den Hauptrollen sind Nicholas Hoult als titelgebender Geschworener in einem Mordprozess und Toni Collette als eine Staatsanwältin zu sehen.

## Handlung
Justin Kemp lebt in Savannah in Georgia, wo er als Zeitschriftenjournalist arbeitet. Seine Ehefrau erwartet ein Kind, es ist jedoch eine Risikoschwangerschaft. Es ist daher nicht der ideale Zeitpunkt, als Justin als Geschworener für einen großen Mordprozess ausgewählt wird. Der Angeklagte James Sythe steht unter dem Verdacht, seine Freundin Kendall Carter getötet zu haben, nachdem die beiden eines Abends in einer Bar einen heftigen Streit hatten. Als vor Gericht die Fakten des Falles geschildert werden, wird Justin, der sich von einer Alkoholsucht erholt, klar, dass er am fraglichen Abend in derselben Bar war und auf der Heimfahrt etwas angefahren hatte, das er für ein Reh hielt. Daher befürchtet er, mehr mit Kendalls Tod zu tun zu haben, als gedacht.
Er sucht Rat bei seinem Berater Larry Lasker bei den Anonymen Alkoholikern. Larry ist zufällig auch Anwalt und rät ihm, den Mund zu halten, um nicht selbst für Jahrzehnte im Gefängnis zu landen. Justin will jedoch nicht, dass wegen seines Schweigens ein Unschuldiger ins Gefängnis kommt, und überlegt sich, wie er die Jury manipulieren kann, ohne die Wahrheit über den Abend preiszugeben.
Zunächst sieht es so, als ob sich die Jury schnell auf ein Urteil schuldig einigen könnte. Nur Justin äußert seine Zweifel, da er eine Ahnung zum wirklichen Hergang des Todes von Kendall Carter hat. Der  Geschworene Harold Chicowski, ein ehemaliger Polizist, stellt auf eigene Faust Untersuchungen an, weil er an einen Autounfall mit Fahrerflucht glaubt. Er stellt eine Liste von Fahrzeugen auf, die kürzlich repariert wurden und auf die Beschreibung passen, die ein Zeuge angegeben hat. Den Geschworenen ist es allerdings untersagt, eigene Untersuchungen anzustellen. Als die Ermittlungen Justins Geheimnis gefährlich nahe kommen, sorgt er durch eine vorgetäuschte Ungeschicklichkeit dafür, dass das Gericht von der Liste erfährt, und Chicowski wird deshalb aus der Jury ausgeschlossen.
Die Staatsanwältin Faith Killebrew untersucht nun ihrerseits die Fahrerfluchtversion, indem sie die Liste des Polizisten abarbeitet und die Autobesitzer befragt. So sitzt sie eines Tages mit Justins Frau im Wohnzimmer und befragt sie zum Schaden an ihrem Auto. Justins Frau gibt allerdings Justins Lüge zum Unfallort weiter. Der Staatsanwältin ist zu dem Zeitpunkt noch nicht klar, dass sie im Wohnzimmer „ihres“ Juroren #2 sitzt.
Justin gelingt es zwar, bei einigen weiteren Geschworenen ebenfalls Zweifel zu wecken. Nach einer Ortsbegehung durch die Geschworenen und einer weiteren, wenig ermutigenden Unterhaltung mit Larry ringt er sich aber durch, seinen Widerstand aufzugeben. Letztendlich stimmen alle Geschworenen für schuldig und schicken damit einen Unschuldigen lebenslang ins Gefängnis.
Das Kind von Justin und seiner Frau ist geboren worden. Beide sind sehr froh und kosen das Kind, als es an der Tür klopft. Justin öffnet und sieht, dass die Staatsanwältin vor der Tür steht. Ihr Blick sagt ihm, dass sie um die wahren Todesumstände von Kendall Carter weiß.

## Produktion

### Regie und Drehbuch
Das Gerichtsdrama Juror #2 wurde im April 2023 als neuer Film von Clint Eastwood für Warner Bros. angekündigt. Nach enttäuschenden Kritiken zu seinem vorherigen Western Cry Macho (2021) wollte der über 90-jährige Regisseur ein letztes Projekt übernehmen, um sich erhobenen Hauptes aus der Filmbranche zu verabschieden. Die Suche nach einer passenden Geschichte führte Eastwood zum von Jonathan Abrams verfassten Drehbuch Juror #2, das über 15 Jahre lang in Hollywood unverfilmt geblieben war. Nachdem das Skript überarbeitet worden war, wobei man neue Nebenfiguren hinzufügte und das Alter einiger Charaktere anpasste, begann Ende 2022 die Vorproduktion.

### Besetzung, Dreharbeiten und Filmmusik

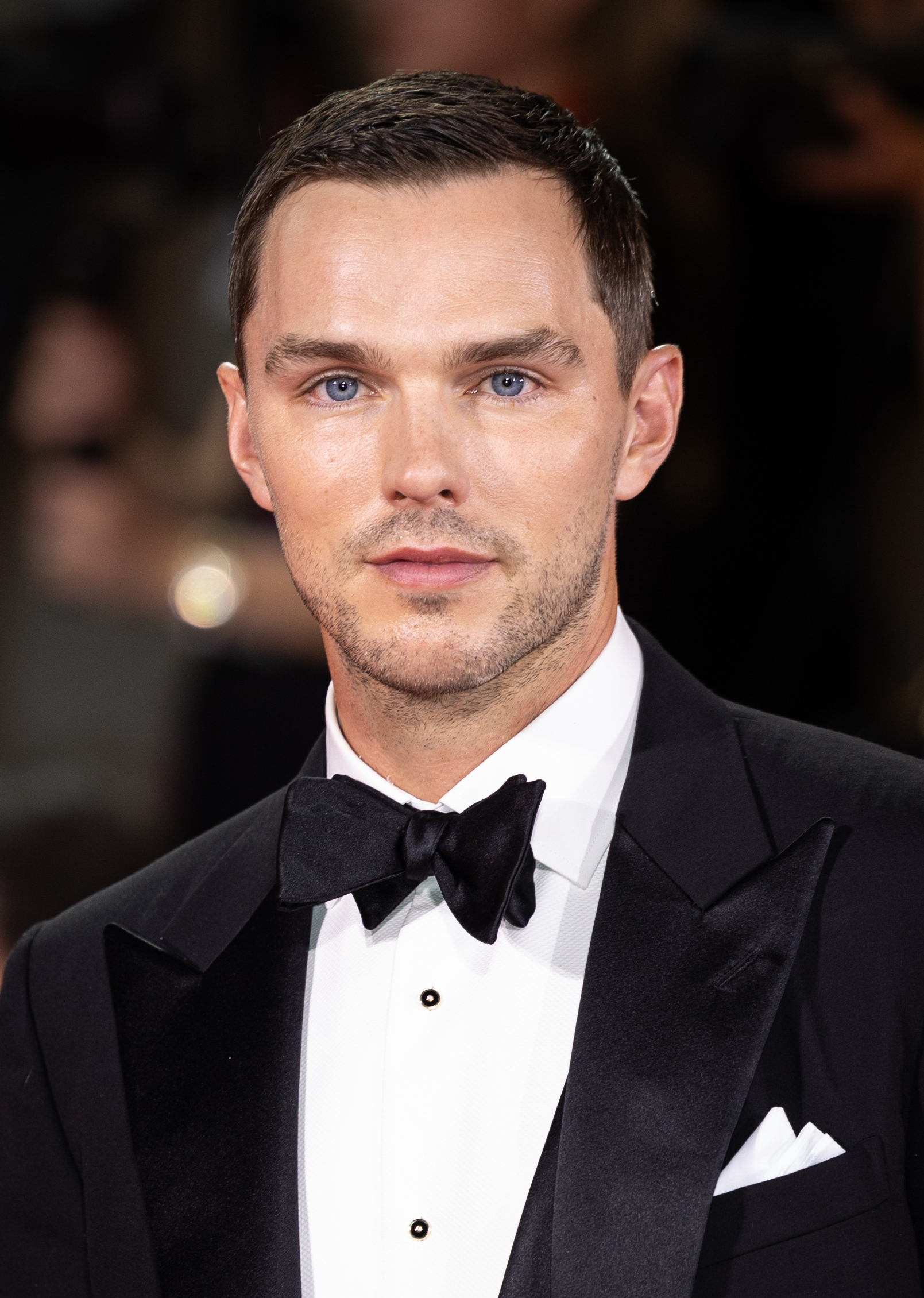
Nicholas Hoult spielt den Geschworenen Nr. 2 Justin Kemp

Eastwood selbst leitete den Castingprozess und besetzte die Titelrolle des Geschworenen Justin Kemp mit Nicholas Hoult, während sich Toni Collette im Auswahlverfahren für die Rolle einer Staatsanwältin gegen Charlize Theron durchsetzte. Die Ehefrau von Justin Kemp wurde mit Zoey Deutch besetzt, während Kiefer Sutherland seinen Vertrauten bei den Anonymen Alkoholikern verkörpert. Der im Mordfall Angeklagte wird von Gabriel Basso gespielt, während die Rolle seines Pflichtverteidigers mit Chris Messina besetzt wurde. Als Geschworene schlossen sich Leslie Bibb und J. K. Simmons der Darstellerriege an. In weiteren Nebenrollen sind Amy Aquino, Adrienne C. Moore, Cedric Yarbrough, Chikako Fukuyama und Onix Serrano zu sehen.
Die Dreharbeiten mit Kameramann Yves Bélanger begannen Mitte Juni 2023 und erfolgten in Savannah und Los Angeles. Im Folgemonat wurden die Filmaufnahmen im Zuge des Streiks der Schauspielergewerkschaft SAG-AFTRA unterbrochen, ehe sie nach Beendigung der Arbeitsniederlegung im November 2023 in Atlanta fertiggestellt werden konnten. Die Filmmusik komponierte Mark Mancina.

### Marketing und Veröffentlichung
Ein Trailer wurde am 1. Oktober 2024 veröffentlicht. Die Weltpremiere erfolgte am 27. Oktober 2024 als Abschlussfilm des AFI Fests im TCL Chinese Theatre in Los Angeles. Bereits fünf Tage später lief der ursprünglich für eine Streamingveröffentlichung vorgesehene Juror #2 nach starken Testvorführungen in unter 50 ausgewählten US-amerikanischen Kinos an. Am 20. Dezember wurde der Film in den Vereinigten Staaten ins Programm von Max aufgenommen, ehe er am 16. Januar 2025 auch in die deutschen Kinos kam.

### Synchronisation
Die deutsche Synchronisation entstand nach einem Dialogbuch von Alexander Löwe und der Dialogregie von Sven Hasper im Auftrag der FFS Film- & Fernseh-Synchron GmbH in Berlin.
| Darsteller         | Synchronsprecher   | Rolle                   |
| ------------------ | ------------------ | ----------------------- |
| Nicholas Hoult     | Ozan Ünal          | Justin Kemp             |
| Toni Collette      | Christin Marquitan | Faith Killebrew         |
| Zoey Deutch        | Lydia Morgenstern  | Allison „Ally“ Crewson  |
| Kiefer Sutherland  | Tobias Meister     | Larry Lasker            |
| Gabriel Basso      | Nico Sablik        | James Michael Sythe     |
| Francesca Eastwood | Ronja Peters       | Kendall Carter          |
| Leslie Bibb        | Cathlen Gawlich    | Denice Aldworth         |
| Chris Messina      | Sascha Rotermund   | Eric Resnick            |
| J. K. Simmons      | Douglas Welbat     | Harold Chicowski        |
| Amy Aquino         | Agnes Hilpert      | Richterin Thelma Hollub |
| Adrienne C. Moore  | Annabelle Mandeng  | Yolanda                 |
| Cedric Yarbrough   | Jan-Marten Block   | Marcus                  |
| Chikako Fukuyama   | Lin Gothoni        | Keiko                   |

## Rezeption

### Kritiken und Einspielergebnis
Von den 176 bei Rotten Tomatoes aufgeführten Kritiken sind 93 Prozent positiv bei einer durchschnittlichen Bewertung mit 7,3 von 10 möglichen Punkten. Das zusammenfassende Kritikerurteil bescheinigt dem Justizthriller, weniger eine Zusammenfassung von Clint Eastwoods geschichtsträchtiger Regiekarriere als vielmehr eine weitere Erinnerung an sein Talent für klare Filmdramen zu sein. Bei Metacritic erhielt Juror #2 basierend auf 37 Rezensionen einen Metascore von 72 von 100 möglichen Punkten.

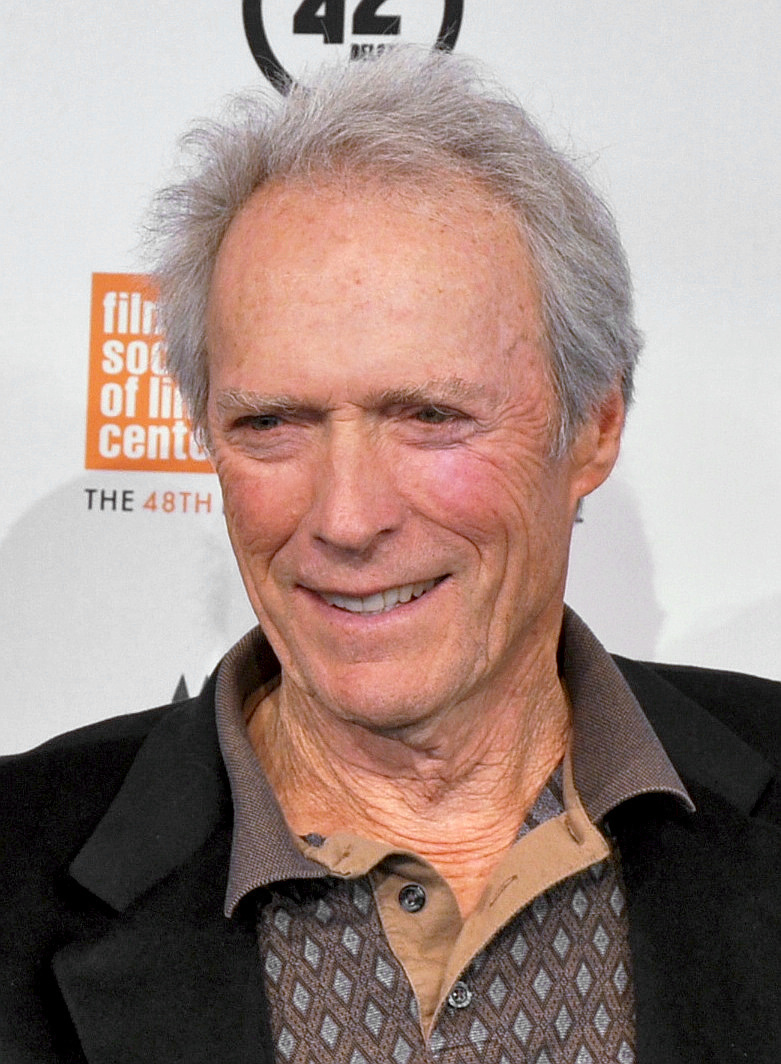
Regisseur Clint Eastwood

Manohla Dargis bezeichnet den Film in der New York Times als packenden Thriller. Die Besetzung trage zu einer fesselnden Erzählung bei, in der die Perspektiven der einzelnen Geschworenen die Spannung verstärkten. Clint Eastwoods wiederholte Aufnahmen der Justitia betonten das Thema moralischer Mehrdeutigkeit und deuteten auf ein reflektiertes, prägnantes Ende seiner Karriere als Regisseur hin.
Yannick Suter schreibt in seiner Kritik für outnow.ch, Juror #2 weise alle Merkmale eines typischen Gerichtsthrillers auf. Seine ruhige Ästhetik lasse den Film sehr klassisch erscheinen, und auch wenn der Film stellenweise etwas konstruiert wirke und einiges nur dem Zweck diene, die Handlung in die vorgegebenen Bahnen zu lenken, sorge Juror #2 für Dauerspannung. Dies sei einerseits der Erfahrung Eastwoods zu verdanken, der clever Szene für Szene mehr über seine Figuren preisgebe und ihnen so mehr Tiefe und vor allem ein Gesicht verleihe. Der Regisseur schaffe es, dass alle im Publikum, ähnlich wie die Geschworenen, ihre Positionen beziehen, ihre Meinungen durch neue Erkenntnisse ändern oder festigen und sich grundsätzliche Gedanken zum realistischen Dilemma machen.
Dieter Oßwald schreibt in seiner Funktion als Filmkorrespondent der Gilde deutscher Filmkunsttheater, Eastwood habe sein Stück um Schuld, Sühne und Moral als minimalistisches Kammerspiel mit großer psychologischer Präzision inszeniert, und überraschende Wendungen hielten souverän die Spannung, wobei es der Hollywood-Ikone weniger um den klassischen Thriller gehe, sondern um ein Drama, das seinen Helden in eine verzweifelte Zwickmühle schicke. Einmal mehr verzichte Eastwood auf schlichte Gut-Böse-Muster und präsentiere Grau-Töne, die gezielt zum Nachdenken provozierten. All das gelinge mit einer unaufgeregten Leichtigkeit, von der andere Filmemacher träumen. Mit diesem „weniger-ist-mehr“-Prinzip überzeuge auch das Ensemble.

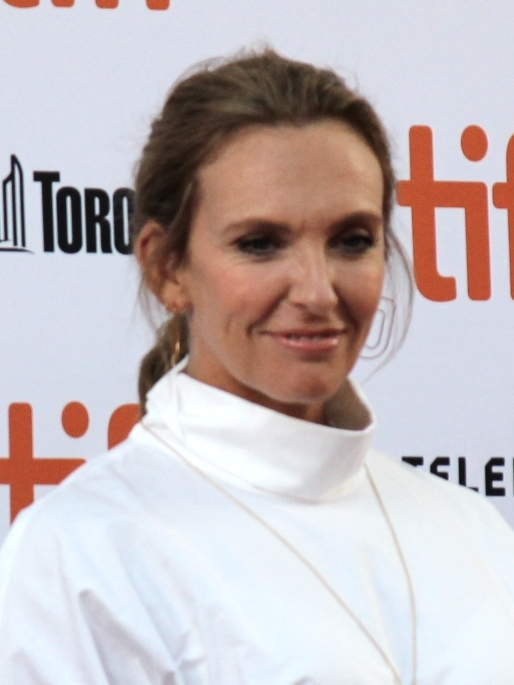
Toni Collette spielt Staatsanwältin Faith Killebrew

Justin Chang urteilt, Juror #2 sei ein besserer Film als Eastwoods letzte Arbeiten wie Cry Macho und The Mule, und in der DNA dieses Justizthrillers stecke ein wenig John Grisham der alten Schule. Der Regisseur stehe Institutionen und deren Versagen schon lange skeptisch gegenüber, sei es die korrupte Polizei in seinem Film Der fremde Sohn oder die Manipulationen der Medien in Filmen wie Sully und Der Fall Richard Jewell. In Juror #2 nehme er nun das US-Justizsystem ins Visier und zeige dieses aus verschiedenen Perspektiven, angefangen bei den verbissenen Anwälten, die sich durch die Beweismittel wursteln, über die erschöpften Geschworenen, die nur schnell ein Urteil fällen wollen, bis hin zu den Verfahrensfehlern und blinden Flecken, die die Wahrheit so schwer fassbar erscheinen lassen. Dabei wirke das Ganze wie eine spitze Anspielung auf den Film Die zwölf Geschworenen, in dem ein Mann versucht, seine Mitgeschworenen zu beeinflussen, und zwar weniger um Gerechtigkeit zu schaffen, als vielmehr um sein Gewissen zu beruhigen. Nicholas Hoult sei in der Rolle des titelgebenden Geschworenen besonders stark, der innerlich mit den Dämonen der Vergangenheit ringt und in der Gegenwart in ein Dilemma gerät. Justin sei jedoch nicht die einzige Figur, die einer moralischen Prüfung unterzogen wird, so die von Toni Collette mit großartiger Nuance gespielte Staatsanwältin Faith, die weiß, dass eine Verurteilung ihre Chancen verbessern könnte, die nächste Bezirksstaatsanwältin zu werden.
Hanns-Georg Rodek kritisierte, dass Warner Bros. den Film stiefmütterlich behandelte und ihn in den USA in nur 40 Kinos (von über 40.000) zeigte: „Ein Witz, eine Beleidigung, keine Spur von einer Oscar-Kampagne für den Film, die durchaus Chancen hätte haben können“. Die Einnahmen aus dem amerikanischen „Alibistart“ habe Warner nicht bekanntgeben, „als ob es den Film und den Namen aus unserem Gedächtnis tilgen wollte“.
Die weltweiten Einnahmen des Films aus Kinovorführungen belaufen sich auf rund 24,8 Millionen US-Dollar. In Deutschland verzeichnete Juror #2 insgesamt 137.940 Kinobesucher.

### Auszeichnungen
AACTA International Awards 2025
- Nominierung als Beste Nebendarstellerin (Toni Collette)[29]

Columbus Film Critics Association Awards 2024
- Nominierung als Schauspieler des Jahres (Nicholas Hoult, auch für Nosferatu – Der Untote und The Order)[30]

London Critics’ Circle Film Awards 2025
- Nominierung als Bester britischer Darsteller (Nicholas Hoult, auch für Nosferatu – Der Untote und The Order)[31]

National Board of Review Awards 2024
- Aufnahme in die Top-Ten-Filme[32]